# Cavagnac
Cavagnac település Franciaországban, Lot megyében. Lakosainak száma 415 fő (2022. január 1.). Cavagnac Chauffour-sur-Vell, Ligneyrac, Saillac, Condat, Le Vignon-en-Quercy és Cressensac-Sarrazac községekkel határos.

## Népesség
A település népességének változása:
| Lakosok száma | 346  | 336  | 337  | 452  | 458  | 464  | 461  | 436  | 426  | 415  |
|               | 1968 | 1982 | 1990 | 2006 | 2013 | 2015 | 2017 | 2019 | 2020 | 2022 |